# USS Enterprise (1775)
USS Enterprise – amerykański slup z okresu wojny o niepodległość Stanów Zjednoczonych, który został przejęty przez Continental Navy w 1775 roku. Działał w rejonie jeziora Champlain. Była to pierwsza jednostka w historii US Navy nosząca to imię.

## Historia
Zbudowany jako brytyjski szkuner „George” w St. Johns. W maju 1775 roku został zdobyty przez załogę szkunera USS „Liberty”, uzbrojony w 12 dział 4-funtowych i nazwany „Enterprise”. W sierpniu 1775 roku brał udział zdobyciu St. Johns i Montrealu. 11 października 1776 roku wziął udział w bitwie koło wyspy Valcour, uznawanej za pierwszą bitwę morską w historii US Navy. 
W lipcu 1777 roku uczestniczył w ewakuacji Fortu Ticonderoga. 7 lipca 1777 roku załoga celowo wprowadziła okręt na mieliznę, a następnie podpaliła go, aby nie dostał się w ręce Brytyjczyków.